# Černožice
Obec Černožice (německy Tschernoschitz) se nachází v okrese Hradec Králové, kraj Královéhradecký.
Leží 15 km na sever od Hradce Králové, 5 km jižně od Jaroměře na pravém břehu Labe. Žije zde přibližně 1 100 obyvatel.

## Historie
První písemná zmínka o obci se nachází v análech opatovického kláštera z roku 1197. Do roku 1848 sestávala obec ze dvou místních částí – Černožic a Čáslavek; Čáslavky jsou dnes místní čtvrtí Černožic.
14. července 2019 došlo v Černožicích k tragické dopravní nehodě, kdy se na přejezdu vedle železniční zastávky střetl osobní automobil s projíždějící vlakovou soupravou. Ze čtyřčlenné rodiny, která v tu chvíli v automobilu cestovala, nikdo nepřežil, čímž se na počet obětí jednalo o nejtragičtější nehodu na železničním přejezdu na území ČR od roku 2004. Po nehodě byly oba přejezdy nacházející se na území obce dovybaveny závorami.

## Pamětihodnosti
- Socha svatého Jana Nepomuckého z roku 1712 ( neznámý autor, dílna Matyáše B. Brauna), od roku 1994 prohlášena Ministerstvem kultury za kulturní památku.

- Socha svatého Jana Nepomuckého z roku 1735

- Domov důchodců z roku 1927 postavený majitelem textilní továrny v Černožicích J. Sehnoutkou jako ubytovna pro zaměstnance (Sehnoutkův dům). Budovy projektoval Otakar Novotný (žák arch. Jana Kotěry) ve funkcionalistickém stylu. Kolem objektu se nachází cca 17 arů zahradní plochy. V roce 1935 Rudolf Steinský-Sehnoutka daroval objekt řádovým sestrám Kongregace sester Nejsvětější Svátosti, které v něm zřídily domov důchodců. Řád domov důchodců provozoval do r. 1962, kdy jej převzala státní správa. V roce 1982 ho musely opustit i řádové sestry. Od 1. ledna 1993 je vlastníkem objektu a pozemku opět Řád, provozovatelem Královéhradecký kraj. Objekt je památkově chráněn.

- Secesní vila Anna, postavená arch. Antonínem Balšánkem v roce 1904.

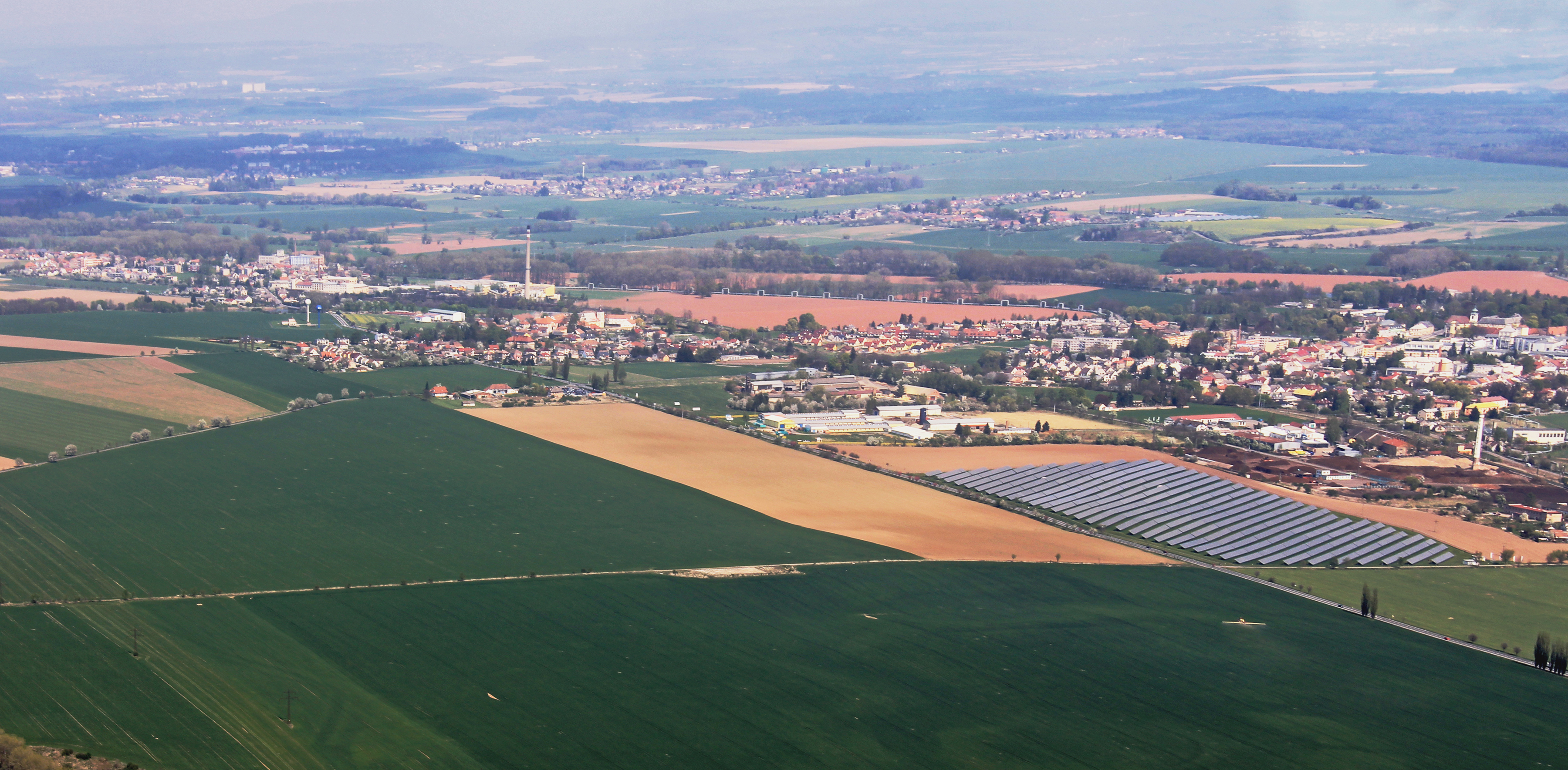
Letecký snímek společně se sousedními Smiřicemi

## Současnost
V obci se nachází mateřská škola, základní škola (1.–5. třída), hasičská zbrojnice, sokolovna, ordinace praktického lékaře, loděnice, stomatologická ordinace, kulturní dům, provozovna České pošty. V obci je také železniční zastávka, staví zde osobní vlaky na trati Pardubice – Jaroměř – Liberec.